# قلعه چیمارود
قلعه چیمارود مربوط به دوره اسماعیلیه است و در شهرستان رودبار، بخش عمارلو، روستای انبوه واقع شده و این اثر در تاریخ ۱۱ شهریور ۱۳۸۲ با شمارهٔ ثبت ۹۹۳۸ به‌عنوان یکی از آثار ملی ایران به ثبت رسیده‌است.